# Риккенбахер, Карл Антон
Карл А́нтон Ри́ккенбахер, Рикенбахер (нем. Karl Anton Rickenbacher; 20 мая 1940, Базель — 28 февраля 2014, Монтрё) — швейцарский дирижёр.
Окончил берлинскую Консерваторию Штерна как дирижёр (класс Герберта Алендорфа). Стажировался у Г. фон Караяна и П. Булеза. В 1966—1969 гг. дирижёр Цюрихской оперы. В 1976—1985 гг. музыкальный руководитель Вестфальского симфонического оркестра, одновременно в 1978—1980 гг. главный дирижёр Шотландского симфонического оркестра Би-Би-Си (в Глазго). В качестве приглашённого дирижёра работал с различными европейскими оркестрами, в том числе с Лондонским филармоническим оркестром, Бельгийским оркестром радио и телевидения, Симфоническим оркестром Берлинского радио, Бамбергским симфоническим оркестром, Мюнхенским камерным оркестром и др.
Среди его аудиозаписей — комплект дисков «Неизвестный Рихард Штраус» (с 2000 г. вышло 13 томов, издание продолжается), комплект хоровых сочинений Александра Цемлинского, другие оркестровые и хоровые сочинения немецких композиторов XX века, запись «Картинок с выставки» М. П. Мусоргского в (редко звучащей) инструментовке Сергея Горчакова. В сотрудничестве с Питером Устиновым записал «Карнавал животных» Сен-Санса (2000), (неоконченный зингшпиль) «Тень осла» и музыкально-театральную композицию «Мещанин во дворянстве» Р. Штрауса.